# Campionato svizzero di hockey su ghiaccio 1919-1920

## Campionato Internazionale

### Partecipanti
HC Bern · 
 Caux · 
 Château-d'Œx · 
 La Villa Ouchy · 
 Nautique-Genève · 
 Rosey-Gstaad · 
 Servette · 
 Servette II · 
 Bellerive Vevey · 
 Bellerive Vevey II

### Verdetti
| Campionato Internazionale 1919-1920 |
| ----------------------------------- |
| Rosey-Gstaad                        |

## Campionato Nazionale

### Partecipanti
Akademischer EHC Zürich · 
 Château-d'Œx · 
 Engelberg · 
 Bellerive Vevey

### Verdetti
| Campionato Nazionale 1919-1920 |
| ------------------------------ |
| Bellerive Vevey                |